# Јохангеоргенштат
Јохангеоргенштат (њем. Johanngeorgenstadt) град је у њемачкој савезној држави Саксонија. Једно је од 69 општинских средишта округа Ерцгебирге. Према процјени из 2010. у граду је живјело 4.924 становника. Посједује регионалну шифру (AGS) 14521320.

## Географски и демографски подаци
Јохангеоргенштат се налази у савезној држави Саксонија у округу Ерцгебирге. Град се налази на надморској висини од 616–892 метра. Површина општине износи 29,6 km². У самом граду је, према процјени из 2010. године, живјело 4.924 становника. Просјечна густина становништва износи 166 становника/km².

## Међународна сарадња
| Мјесто | Држава | Врста сарадње | Од    |
| ------ | ------ | ------------- | ----- |
|        | Чешка  | партнерство   | 1977. |
| Извор  |        |               |       |